# 沢岻盛里
沢岻親方 盛里（たくしうぇーかたせいり、？ - 1526年8月18日）は15世紀末から16世紀初頭の琉球王国、第二尚氏時代初期の尚真王代の政治家、三司官。豊見城盛親の三男、護佐丸盛春の孫に当たり、毛氏上里殿内の初代である。唐名は毛 英文（もう えいぶん）、童名は達魯加禰（たろかね）、尚清王の名付け親として別名、沢岻太郎名付け（たくし たらーなずけ）とも呼ばれる。

## 概要
沢岻盛里は正徳年間に三司官を努め、国王をよく支えたという。また浦添間切沢岻村の脇地頭であった。
1522年（嘉靖元年）に嘉靖帝の慶賀使として明国に渡った際、尚真王の許可なしに国費で鳳凰轎と吐水龍頭を購入した。
帰国後、高級品を許可なく購入したということで周辺からの批判があり、しばらく港に留め置かれていたが、尚真王は沢岻親方が購入したものを気に入ったことで許され、それのみならず沢岻親方の生存中に墓地を与えた。墓の前面上の石碑は「王舅達魯加禰国柱大人寿蔵乃銘（おうきゅうたろかねこくちゅうだいじんじゅぞうのめい）」といい、天王寺の瑞興が書いたもので、沢岻親方が墓を与えられた経緯が記されている。
沢岻盛里の墓は現在、第2の入り口と墓庭が残っているが、以前はその前（現在、住宅地）に第1の入り口と墓庭があり、玉陵に似たつくりになっていた。墓の周囲の石垣は、琉球石灰岩を相方積み（亀甲乱積み）にし、墓の前面は布積み（豆腐積み）にされ、屋根の軒には垂木が彫りだされ、石造りでありながら木造のように見せている。墓の内部は、まずシルヒラシの部屋があり、その奥に第2室があり、石棺が3基並んでいる。さらにその奥は3つの小さな部屋が並び、それらの部屋の石扉を開けると、そこは骨をまとめて葬る所（合葬納骨室）となっている。このように凝ったつくりの内部や、特異な外観もほかでは見ることのできない貴重な墓となっている。沢岻親方の次女は尚清王の長男、尚禎に嫁ぎ、豊見城按司加那志と号された。

## 引用
1. ↑  “沢岻親方の墓 | 那覇市観光資源データベース”. 那覇市観光情報 (2018年6月26日). 2025年2月2日閲覧。